# Zygaenosia assimilis
Zygaenosia assimilis är en fjärilsart som beskrevs av Rothschild och Jordan 1901. Zygaenosia assimilis ingår i släktet Zygaenosia och familjen björnspinnare. Inga underarter finns listade i Catalogue of Life.